# Wolfgang Sieber (Politiker)
Wolfgang Sieber (* 1. Mai 1934; † 6. April 2017) war ein deutscher Wirtschaftsfunktionär und Politiker in der Deutschen Demokratischen Republik (DDR). Er war von 1973 bis 1982 Generaldirektor des VEB Kombinat Robotron und 1989/90 Vorsitzender des Rates des Bezirkes Dresden.

## Leben
Nach seinem Studium war der aus Görlitz stammende Sieber von 1961 bis 1966 wissenschaftlicher Leiter eines Hochschulrechenzentrums und wurde zum 1. Februar 1966 zum Lehrstuhlinhaber für Mathematik und Darstellende Geometrie an die Hochschule für Bauwesen Leipzig berufen. An der Hochschule für Ökonomie Berlin wurde er im Januar 1969 mit einer Arbeit über die Einbeziehung von Kleinbetrieben in die sozialistische Rationalisierung zum Dr. rer. oec. promoviert. 
Er schloss sich der Sozialistischen Einheitspartei Deutschlands (SED) an. Von November 1973 bis September 1982 leitete er als Generaldirektor das Kombinat Robotron in Dresden (Nachfolger von Siegfried Zugehör). Weil er sich nicht unterordnete, wurde er auf Anweisung von Günter Mittag gefeuert. Er war zunächst arbeitslos, Stasi-Verhören und Hausdurchsuchungen ausgesetzt. Später wurde er als Betriebsdirektor des VEB Kombinat Schaltelektronik Oppach eingesetzt und war auch Vorsitzender der Kommission „Komplexe Planung der Entwicklung des Kreises“ im Kreistag Löbau.
Am 14. Dezember 1989 wurde Sieber zum Vorsitzenden des Rates des Bezirkes Dresden gewählt. Er trat für eine Verwaltungsreform zur Wiederherstellung des Landes Sachsen ein, plädierte für eine Auflösung der SED und wollte in die Sozialdemokratische Partei Deutschlands (SPD) übertreten. Ein Misstrauensantrag der SED-PDS am 1. Februar 1990 wurde vom Bezirkstag abgelehnt. Nach einer geheimen Stichwahl wurde Sieber mit knapper Mehrheit von 53,4 Prozent der Stimmen im Amt bestätigt. Er forderte am nächsten Tag die Auflösung des Bezirkstages wegen fehlender Legitimation und eine konstruktive Mitarbeit am Runden Tisch und trat schließlich am 6. Februar 1990 zurück. Am 8. Februar 1990 wurde Michael Kunze vom Plenum des Bezirkstages zum neuen Vorsitzenden des Rates des Bezirkes gewählt.
Sieber war nach der Wende und friedlichen Revolution in der DDR mehr als fünfzehn Jahre Präsident des Deutschen Roten Kreuzes (DRK) in Görlitz. Unter seiner Führung wurde das Altersheim in Königshufen erhalten, Kitas ausgebaut und das große Dienstleistungsangebot des Verbandes aufgebaut. Im März 2010 wurde er bei seiner Verabschiedung zum Ehrenmitglied des DRK ernannt und bekam die Henry-Dunant-Medaille verliehen.
Er verwaltete zudem einen umfangreichen Immobilienbesitz in Görlitz. Seit 1996 war Sieber Eigentümer des Ritterguts Bremenhain, das er schrittweise sanierte.
Sieber starb ein knappes halbes Jahr nach seiner Ehefrau Ingeborg im Alter von 82 Jahren. Die Urnenbeisetzung in Görlitz erfolgte auf dem Friedhof Rauschwalde.

## Schriften
- Die Einbeziehung der Kleinbetriebe unterschiedlicher Eigentumsformen eines Industriezweiges in die komplexe sozialistische Rationalisierung auf dem Wege einer rationellen Organisation und Produktion (dargestellt am Beispiel handbetätigter Befehlsgeräte im Industriezweig Elektroapparate). Diss. Hochschule für Ökonomie, Berlin 1969
- Zur Vervollkommnung der Leitung und Organisation im VEB Kombinat Robotron: Erfahrungen sozialistischer Leitungstätigkeit, Berlin 1978